# 파리 조약 (1947년)
파리 조약은 1947년 2월 10일에 제2차 세계 대전의 연합국 21개국과 추축국 이탈리아, 헝가리, 루마니아, 불가리아와 독일의 공동 교전국이였던 핀란드 사이에 체결된 조약이다. 각국은 군비의 일부 제한을 받으며, 배상금을 부과받았다. 불가리아는 제2차 세계 대전으로 얻은 영토의 영유가 인정되어, 주변국들에게 영토를 할양하지 않았다.

## 조약의 주요 내용

##### 이탈리아
1. 해외 식민지를 모두 상실한다.
2. 프랑스, 유고슬라비아, 알바니아, 그리스에 영토를 할양한다.
3. 유고슬라비아, 알바니아, 그리스, 에티오피아, 소련에 총 3억 6000만 달러를 배상한다.

- 유고슬라비아에 1억 2500만 달러를 배상한다.
- 그리스에 1억 500만 달러를 배상한다.
- 알바니아에 500만 달러를 배상한다.
- 소련에 1억 달러를 배상한다.
- 에티오피아에 2500만 달러를 배상한다.

##### 루마니아
1. 바사라비아, 부코비나 지방을 소련에 할양한다.
2. 루마니아 영토 내 소련군 주둔을 합법화한다.
3. 소련에 3억 달러를 배상한다.

##### 불가리아
1. 유고슬라비아와 그리스에 7000만 달러를 배상한다.

- 유고슬라비아에 2500만 달러를 배상한다.
- 그리스에 4500만 달러를 배상한다.

##### 헝가리
1. 트란실바니아 북서부 지방의 거의 대부분을 루마니아에 할양한다.
2. 체코슬로바키아·헝가리 접경 지역을 체코슬로바키아에 할양한다.
3. 소련, 유고슬라비아, 체코슬로바키아에 총 3억 달러를 배상한다.

- 소련에 2억 달러를 배상한다.
- 유고슬라비아와 체코슬로바키아에 총 1억 달러를 배상한다.

##### 핀란드
1. 소련에 영토를 일부 할양한다.
2. 소련에 3억 달러를 배상한다.

## 같이 보기
- 제2차 세계 대전의 여파
- 포츠담 협정
- 모스크바 삼국 외상 회의
- 샌프란시스코 강화조약
- 2+4 조약